# Arisztotelész filozófiája
Arisztotelész kezdetben elfogadta Platón idealista tanait, melyek annak  tudományos ellenfeleivel, a szofistákkal folytatott vitában kristályosodtak ki.
Tény, hogy a szofista filozófia gyakorlatias és lényegre törő, antiidealista, sokszor felvilágosultan vallásellenes képviselői kezdetben sokban hozzájárultak a filozófia és egyes tudományok (retorika, ismeretelmélet, csillagászat, természetfilozófia – és a későbbi természettudományok) fejlődéséhez. A legnagyobb szofisták, vagy az erős szofista hatást mutató cinikus filozófusok azzal, hogy saját maguk is követték azt az életformát, melyet prédikálták (Diogenész pl.), legalább annyira kiérdemlik az utókor megbecsülését életükkel, mint a később ellenfelükké vált Szókratész halálával (akit egyébként a kortársai szintén „szofistának” neveztek, eredetileg ugyanis ez a kifejezés „hozzáértőt”, „tanítót” jelentett); azonban – különösen a poliszrendszer egyre mélyülő válsága, a görög világrend megrendülése idején – a pragmatizmus, ahogyan az nem ritka, szélsőséges relativizmusba torkollott. Az egyik nagy szofista, a szicíliai Gorgiász például a következő, a filozófiában járatlanok számára esetleg abszurdnak tűnő (noha egyébként védhető, és szigorú értelemben véve nem cáfolható) elveket fektette le mint a filozófia alapjait (vagyis inkább mint mindenfajta filozófia megdöntésének alapjait):
1. Semmi sem létezik; minden látszat;
2. Ha létezne is valami, azt nem lehetne megismerni; mert az érzékek csalnak;
3. Ha valami létezne is és talán még megismerhető is lenne, azt úgysem lehetne elmondani, mivel a nyelv közlései és fogalmai szubjektívek (nem a reális fogalmakat adnánk át másoknak, ha ilyenek lennének is, csak a róluk való beszédet), azonkívül változandók, elmosódottak.

Ám ez az ismeretelméleti relativizmus az erkölcs és az értékek relativizálódásával is együtt járt, s nehéz lenne megmondani, melyik volt inkább az ok s melyik inkább a következmény. Sok, a filozófiát pénzforrásnak tekintő, nyerészkedő szofista az előbb említettekkel ellentétben egyáltalán nem szolgált életével semmilyen megbecsülésre, ezzel összefüggésben a „szofista” szó csakhamar olyan jelentést nyert már a korabeli Athénban is, mint aki nyelvi csűrés-csavarásával saját anyagi érdekében kifordítja az igazságot. Nem csodálható, hogy a tudni vágyó fiatal Arisztotelész Athénban a biztos tudást ígérő Platónhoz szegődött inkább, s nem valamelyik szofista retorikatanárhoz. Ahogy már Platón is kifejtette, amikor a szofista Protagorasz azon kijelentését bírálja, miszerint „Minden dolog mértéke az ember”; ilyen elvekre komoly filozófiát építeni nem lehetséges. Az a relativizmus, ami a humánum kizárólagosságára épít, nem csak a tudományt rombolja le, de az erkölcsöt is, vagyis magát a humánumot. Ha minden megrendül, a biztos tudást kell megkeresni. Erre az útra lépett rá Szókratész, ezzel emelkedve szofista kortársai fölé, és ezt az utat folytatta Platón.

## Idealizmus és realizmus: Platón és Arisztotelész ellentéte
Arisztotelész tehát a szofistákkal folytatott vitában először Platón oldalára állt a bizonyosság keresésében. Platón azonban a bizonyosságot a szellemi, gondolati szférában vélte megtalálni, és az utóbbiba tartozó objektumokat, az „ideákat” (mai, de nagyon torzító fordításban: a fogalmakat) nemcsak létezőként posztulálta, hanem a „valódi”, az érzékelhető-tapasztalható világgal szemben ezeket vélte a valódi és elsődleges létezőknek (idealizmus). Így Platón az érzéki észrevételt ugyanúgy megtagadta, mint a szofisták, csakhogy nem állt itt meg, hanem megalkotott egy azokon túli világot, melyben a bizonyosság létezik, s mely kihat a tökéletlen realitásra. Hogy ez mennyire tekinthető jónak, helyesnek, elfogadhatónak, érthetőnek stb., arról azóta is folyik a vita.
Arisztotelész azonban hamar önállósította magát és eltért mestere tanaitól, és az érzéki észrevételt, a tapasztalatot kezdte filozófiailag védelmezni. Nem az érzékek csalnak, hanem ezek gondolkodásunk általi értelmezése. Vegyük számba, amit érzékelünk, és ha valamilyen ellentmondást – aporiát – tapasztalunk, azt ad hoc (külön-külön) javítsuk ki, ez volt az aporétikus módszer, amit Arisztotelész a kutatásban és oktatásban használt. Figyelemre méltó, hogy a huszadik század modern tudományelméletében újra ez a gondolat került előtérbe, amikor például Karl Raimund Popper és a bécsi kör felvetették a falszifikációs módszer gondolatában.
Arisztotelész valóban eltávolodott Platón idealizmusától és már-már misztifikáló matematizmusától abban az értelemben, hogy tanárával ellentétben nem volt hajlandó a földi természet fizikai jelenségeinek vizsgálatáról csak azért lemondani, mivel a korabeli természetfilozófia kezdeti állapota miatt az e vizsgálódás igényelte eszközök is hiányoztak, a meglévők pedig igen kezdetlegesnek tűnhettek a matematika akkor már mesterfokra kifejlesztett, és akkoriban meg nem haladhatóan tökéletesnek tűnő eszközeihez képest; hanem nekiállt – és ismereteink szerint, bizonyos tekintetben a világon elsőként! – legalább kvalitatíve leltárba venni mindazt, ami a természetben van: az égi szférát, és az annál kevésbé szabályosabb változásokon áteső földi jelenségeket.
Nagy eredményei, például a Hold feletti (csillagászati) és a Hold alatti (meteorológiai) tartomány, vagyis a két Ég (a levegőég és az égbolt) megkülönböztetése mellett persze sok tévedése is volt: az üstökösöket, meteorokat és a Tejutat légköri tüneményeknek vélte (innen származok a téves „meteorológia” elnevezés a légkör tanulmányozására…), komikusan tévedett abban, hogy a „gömbölyű növényeket” (mint a tök) külön rendszertani kategóriának tartotta, de ő és tanítványai megkezdték a természetvizsgálat eszközei, például az empíria kidolgozását.

## Módszertan: racionalizmus és hajlam az empirizmusra
Arisztotelész módszere nem az idealisztikus jellegű hagyományos elmélkedés, hanem az anyaggyűjtés, rendszerezés és aztán az így keletkezett tudás továbbgondolása és felülvizsgálata, és a talált hibák, ellentmondások (aporiák) kijavítása. Nem volt a mai értelemben vett empirista: kísérleteket nem végzett, adatgyűjtés címén sokszor megelégedett azzal, hogy korábbi szerzők elméleteit vagy „megfigyeléseit” vette át (ld. a következő szakaszt is). Alighanem ő volt korának legműveltebb embere: még Platón is legalább olyan csodálattal, mint amennyire ironikusan nevezhette Arisztotelész házát „az Olvasó házának”. Ha Arisztotelész megbízott egy szerzőben, akkor mindenféle lényegi kritika nélkül elfogadott tőle mindent. Sokszor pedig a helyi parasztoktól, halászoktól gyűjtött népi megfigyeléseket, folklorisztikus anekdotákat. Mindezek miatt sokszor igen sok téves adat került a műveibe. Kvázi-empirikus kutatási módszerét a modern filozófiatörténet aporétikus („ellentmondásokra alapuló”) módszernek nevezte el: bizonyos írásaiban (hüpomnématikus művek) óriási mennyiségű adattömeget halmozott fel egy-egy témáról, ezek között pedig összefüggéseket és ellentmondásokat keresett. Ha összefüggést talált, azt értekezéseiben megírta, ha pedig ellentmondást (aporiát), azt is, csak megpróbált rá az értekezésben valami választ vagy javítást adni.
Lényegében tehát addig írt, amíg valami problémába nem ütközött, ezt pedig mindig ad hoc módon igyekezett kijavítani. E módszer – és ezzel egy fontos példán be is mutatjuk,  hogy működik ez – például a Katégoriák c. logikai művében is megfigyelhető: mondjuk ha a „birtoklás” speciális nyelvi-fogalmi jelenségről (ez ún. posztpredikamentum) ír, akkor megpróbálja definiálni ezt a fogalmat, egyszerűen számba veszi, milyen jelentéseit lehet az „ellentétes” szónak elképzelni vagy felidézni; ír arról, hogy esetleg olyan értelemben is használhatjuk ezt a szót, aminek semmi köze a definícióhoz (ez egy aporia), és a fejezet végén hozzáteszi, hogy „Tehát ” „Esetleg másféle értelemben is mondhatjuk, hogy »van valamije«. De alighanem mégis minden lényeges értelmét felsoroltuk.” (ld. az eredeti szöveget ...)

### …a későbbi empirizmus előfutára
Ez, a fogalmi spekuláció kizárólagosságával szakító a módszertani különcség tette őt nemcsak nagy filozófussá, hanem nagy természettudóssá is, később az empirikus szellem meghonosítójává az európai gondolkodásban. Hozzá kell tennünk azonban, hogy Arisztotelésznél néha a tudományosság és empirizmus sokszor egyazon fejezeten belül is a mai ész számára megdöbbentő módon hihetetlenül abszurd legendákkal, vagy a tapasztalattal szembeni nyilvánvaló, sokszor gyermeteg ellentmondásokkal keveredik, mivel ha egy szerzőt megbízhatónak tartott, attól mindent „ismeret”et kritikátlanul áttett saját írásaiba. Tehát empirizmusa inkább afféle  – ezt minden negatív felhang nélkül mondjuk – „bölcsész-empirizmus”, nem az a szigorú empirizmus, ahogy azt ma értjük, de feltétlenül annak előképe és mindenképp óriási előrelépés a későbbi európai tudományosság felé.
„A tények és megfigyelések tömegét már az antikvitás bámulta benne, s magyarázatául megszületett a legenda, hogy Nagy Sándor hódító hadjárataira külön megfigyelőket vitt magával, akik Arisztotelésznek gyűjtötték az anyagot. Valójában azonban Nagy Sándor még kisgyerek volt, s Arisztotelész még Fülöp király udvarába sem került, amikor biológiájának gerince, a híres Állattan már megszületett. Arisztotelész nem valami >>gyűjtőexpedíción<< szerezte adatait, egészen másféle ismeretanyag élteti az ő nagy Állattanát, a biológiai folklór.
Mindig tudták az emberek, hogy a róka ravasz, a nyúl gyáva; […] ősidők óta tudták, hogy a datolyapálma kétféle: >>hím<< és >>nőnemű<<, […] az efféle történeteket gyakran mesékben mondották el. Arisztotelész összegyűjtötte az efféle történeteket, lévén szorgalmas >>olvasó<< […]. Később, leszboszi és asszoszi tartózkodása idején állattenyésztő parasztoktól s főleg a két sziget halászaitól hallott adatokkal egészítette ki gyűjteményét, aztán kritikusan rendezte és osztályozta […]. Arisztotelész Állattanát mégsem az osztályozás kedvéért olvasták s kommentálták két évezredig, hanem szemléletes, élvezetes leírásaiért. […]
Azt is leírta – a halászokra hivatkozva – hogy a delfinek emlős állatok, ismerte értelmességüket […]. […] Ugyanakkor azonban sok különös históriát is leírt, […], például hogy >>a tevék sohasem hágják meg anyjukat, és tiltakoznak, ha kényszerítik őket […], […] a lovak hasonló helyzetben […] öngyilkosok lesznek (Historia animal., IX.47.).”
Vekerdi László: Kalandozás a tudományok történetében. Egy tudomány születése.. Magvető, Bp., 1969.

### Módszereinek lét- és ismeretelméleti alapjai
Arisztotelész az érzéki észrevételt, a tapasztalatot filozófiailag is védelmezte (ld. a fentieket is). Nem az érzékek csalnak, hanem ezek gondolkodásunk általi értelmezése. Vegyük számba, amit érzékelünk, és ha valamilyen ellentmondást – aporiát – tapasztalunk, azt ad hoc (külön-külön) javítsuk ki, ez volt az aporétikus módszer, amit Arisztotelész a kutatásban és oktatásban használt, s ami miatt Arisztotelészt helytelenül empiristának szokták nevezni – holott ő tudását nem igazán megfigyelés és kísérletezés alapján szerezte, hanem, különösen kezdetben, nagyrészt könyvekből, a kortársak és elődök írott tudományos munkáiból, óriási műveltségre tévén így szert (és ezért is nevezte mestere, Platón, legalább akkora megbecsüléssel, mint amekkora iróniával Arisztotelész házát „az olvasó házának”). Arisztotelész csak annyiban volt valóban empirista, hogy általában a konkrét valóság dolgait mint nemlétezőket vagy látszatokat nem volt hajlandó megtagadni, vagyis inkább filozófiai álláspontja mint módszere szerint, de ennek értelmében inkább realistának lenne helyesebb nevezni. Ami pedig magát a módszertant, az aporétikus módszert illeti, nem kerülheti el figyelmünket, hogy a huszadik század a modern tudományelméletében újra ezt a gondolatot bukott felszínre például a Karl Raimund Popper és a bécsi kör felvetette falszifikációs módszer gondolatában.

### A tudományok arisztotelészi rendszere
Háromféle tudományt különböztet meg. A praktikus tudományok (πρãξις=cselekvés) az „alkalmazott” tudományok: ezek valamely cselekvésre adnak útmutatást. A poétikus vagy alkotó tudományok (ποίησις) valaminek az előállításával foglalkoznak. Bizonyos tudományok pedig valaminek az elméletébe vezetnek be, ezek a teoretikus vagy elméleti tudományok (θεωρία).
- A praktikus tudományok:
  - Az etika az egyén cselekvésének mutat utat;
  - A politika a társadalom rendjének a tudománya;

A két tudomány nem választható szét élesen, már Arisztotelész szerint sem, mert egyrészt az egyéni cselekvést az állam érdekeinek figyelembevételével kell véghezvinni, másrészt az állam akkor működik jól, ha polgárai megfelelően és erényesen tudnak élni benne.
- A poétikus tudományok:
  - A retorika a szónoklás tana;
  - A poétika az irodalmi művek előállításával foglalkozik.

A mesterségeket és az anyagi javakat előállító egyéb tudományokat a görögök nem tartották tudománynak, mivel azokkal főleg rabszolgák foglalkoztak, és így bizonyos megvetéssel illett őket kezelni.
- Teoretikus tudomány háromféle van:
  - A matematika az önálló létezéssel nem bíró, de változhatatlan dolgokkal foglalkozik; mint a számok és alakzatok;
  - A fizika (értsd: a természettudományok) az önállóan. anyagilag is létező, és változó dolgok tudománya; mint az élőlények vagy a halott dolgok, és a jelenségek;
  - A teológia (későbbi elnevezéssel metafizika) az önállóan létező, és ráadásul változatlan dolgoknak, az isteninek a vizsgálata.

A változandó és önálló létezéssel sem bíró dolgok, ha vannak ilyenek, nyilván nem méltóak tudományos vizsgálatra. (forrás: Arisztotelész – Metafizika).
Arisztotelésznél a metafizika is a valónak a tudománya, a valóság ismeretének betetőzése. Ez képesíti őt az emberi tudásnak, melynek előtte csak egyes anyagait gyűjtötték össze, első nagy rendszeresítésére, ez teszi őt a közép- és újkor nagy tanítójává. Az emberi művelődés története Arisztotelész nélkül legfőbb momentumaiban érthetetlen volna.
A logika vagy analitika nála nem önálló tudomány, hanem az azok műveléséhez szükséges előkészületeket (propedeutika) jelenti.

## Logika és tapasztalat
A nyelv empirikus, aporétikus módszer szerint való vizsgálata vezette Arisztotelészt a logika felfedezéséhez (hogy hogyan, azt az Organon szócikkben fejtettük ki), amit mint tudományt Arisztotelész teremtette meg, bár ő a logikai kutatásokat nem tudománynak, hanem afféle „előtanulmányként” módszeres bevezetésnek tartotta a filozófiába. Habár a tudományos megismerés az általánosból származtatja le az egyest, maga a tudás megfordítva keletkezik: az általános fogalmak a részleges tapasztalatból. A logikai gondolkodás három eleme közül: fogalom, ítélet, következtetés, csak a következtetést tárgyalta részletesen. Ő az első, ki a gondolkodás e formájának mivoltát és jelentőségét fölismerte. A következtetés elmélete elvezeti a bizonyításéhoz, melynek során a föltételezett állítások igazságát okaikból származtatva következtetjük ki.
Ez meg lehetetlen volna, ha nem indulnánk ki oly legáltalánosabb alapelvekből, melyek bizonyításra nem szorulnak. Ezek az észben gyökereznek, mely ez elvek közvetetlen megismerésének tehetsége. Arisztotelész ehhez az indukció ()επαγογή) elméletét is kapcsolja, mely természetesen még nagyon kezdetleges, továbbá a definícióét és osztályozásét. A bizonyítás legfőbb elvei az ellentmondásmentesség elve és a kizárt harmadik elve (ld. az „Arisztotelészi logika” c. fejezetet a logika szócikkben).

### A kategóriaelmélet
A kimondható dolgok, a nyelv nevei mind kategóriák alá tartoznak, azaz főszempontok alá, melyek szerint mindent osztályozhatunk, melyek alá minden besorolható. Tíz kategóriát különböztetett meg: 

1) szubsztancia (lényeg, fogalom); 2) mennyiség; 3) minőség; 4) viszony; 5) hely; 6) idő; 7) helyzet; 8) állapot és/vagy birtoklás; 9) cselekvés; 10) elszenvedés.
A legfontosabb kategória a szubsztancia (Arisztotelész kifejezésével οủσία, ejtsd „uszia”): ez olyan dolog, ami önálló létezéssel bír – például léteznek egyes konkrét élőlények, egyes konkrét emberek (például Szókratész, Petőfi Sándor), illetőleg szubsztanciáknak számítanak az elsődleges szubsztanciák nemei, fajai, azaz a belőlük képezett általános fogalmak (ember, ló, asztal stb.). A nem önálló létezéssel bíró, csak mint egy szubsztancia tulajdonságaként kimondható dolgok az akcidensek.
Látható, hogy ezek a kategóriák szinte egy az egyben a nyelv és a nyelvtan kategóriái, emiatt Arisztotelészt sokan bírálták és bírálják; valóban tagadhatatlanul igaz például Kant azon véleménye, miszerint a kategóriák e rendszerében nem találni a nyelvtan kissé esetleges szempontjánál mélyebb elvi alapot, például az „állapot”, a „helyzet” és az „elszenvedés” kategóriái mai szemmel és más nyelveken mennyire választhatóak külön; későbbi műveiben Arisztotelész az itt hetedikként és nyolcadikként említett kategóriákat nem említi, még tételes felsorolásukkor sem, így azok számát nyolcra csökkentette.
Lásd még: Katégoriák.

## Metafizika

### Viszonya Platón ideatanához
Platón tanai (főképp ideatana) szerint az eszmék jelentik az igazi valóságot; s Arisztotelész mindenekelőtt e tan ellen küzd. Kifejti, hogy az eszme nem létezhet elkülönítve, függetlenül azoktól az egyes dolgoktól, amelyeknek eszméje, és azt, hogy a dolog lényege nem lehet a dolgon kívül való, és magukban az eszmékben nincs meg az a mozgató erő, mely a jelenségeket létrehozza. Arisztotelész szerint csak az egyes dolog való, szubsztancia (οủσία=uszia). Az egyetemes fogalom csak a szubsztancia tulajdonságait fejezi ki, a nemi fogalmak csak az illető szubsztanciák közös lényegét, és ezért csak átvitt értelemben nevezhetők szubsztanciáknak. Az eszme nem létezik mint egység a többön kívül, csak mint egység a többen.
Ezzel a gondolattal iparkodik azután Arisztotelész összeegyeztetni azt a másikat, hogy azért mégis csak az egyetemes, mely nem létezik magában, a tudás igazi tárgya. Nem ugyan minden egyetemes fogalom, de igenis az, mely az egyes dolgok lényegét fejezi ki: a forma, a lényeg. Ez a fogalom az, mely Arisztotelésznek megadja a lehetőséget, hogy Platón ideatanának lényegét befogadja a maga rendszerébe.

### A hülémorfizmus tana
Az érzékszerveinkkel felfogott, „érzéki” dolgok Arisztotelész szerint változékonyak, esetlegesek, létezhetnek is, nem is. Ezért az igazi tudás tárgya csak az „érzékietlen” lehet, amelyet fogalmainkban gondolunk. Minden változás föltételez változatlant, szubsztrátumot, amely valamivé lesz. E szubsztrátumot nevezi Arisztotelész anyagnak (az általa használt görög szó a hülé), a tulajdonságokat pedig, amelyeket a szubsztrátum fölvesz, „formának” (Arisztotelész szava az eidosz). A változás abban áll, hogy az anyag valamilyen formát vesz fel, ezért a forma a dolog valósága, a forma a valóság (entelecheia vagy energeia), az anyag pedig a lehetőség (dünamisz).
Az anyagot minden formától megfosztva első anyagnak nevezi, amely magában nem létezik, pusztán elvont fogalom. A formák ellenben öröktől fogva vannak, de nem a dolgokon kívül, hanem a dolgokban. A szerves egységet alkotó testeknél a forma egyszerre a cél és a mozgató ok. Arisztotelész fő elve ezért a forma és anyag viszonya. Az anyagból származik a természeti szükségesség (ananké) és a véletlen (tyché). Az anyag a dolgok tökéletlenségének végső forrása, ezen alapszik az éginek a földitől, a hímnek a nőneműtől stb. való különbsége. A rendszer további részleteit Arisztotelész itt bizonyos homályban hagyja: az anyag külön elv a forma mellett, és a szubsztanciát hol a formával, hol az egyes létező egészével teszi egyenlővé.
Ehhez járul Arisztotelész harmadik metafizikai fogalma, a mozgás (kinézisz). A mozgás szerinte nem egyéb, mint a lehetségesnek valósággá való válása. Ez azonban föltételez mozgatót, ami csak forma lehet, a mozgatott pedig csak anyag. A mozgás sohasem keletkezhetett, örökkévaló. A mozgás utal egy első mozgatóra, amely maga nem mozgatott létező, hanem anyagtalan, tiszta forma, tökéletes létező, a lét betetőzése. Ez a világ végső célja, a szellem, a gondolkodás (núsz). A mozgás végső oka tehát az istenség, „az önmagát elgondoló ész”. Ez puszta létezésével hat a világra. Ő az abszolút tökéletes létező, a legfőbb jó, amely felé minden törekszik. Őtőle függ a világ rendje, összefüggése, élete. Egy a világra irányuló isteni akaratot, teremtő erőt és ennek a világba való közvetlen és személyes beavatkozását Arisztotelész nem ismeri el.

## Természetfilozófiája
Habár az Arisztotelész-féle természetfilozófiát a modern természettudományok által túlhaladottnak tartjuk, azért szigorú következetessége és finom dialektikus szerkezete iránt méltó csodálkozásunkat nem nyomhatjuk el. Erre vonatkozó nézeteit a következő művekben találjuk: A Fizika nyolc könyve, a Világrendszerről szóló négy könyv, a Keletkezésről és enyészésről írt két könyv, a Meteorológia négy könyve, és végül a Mechanikai problémák. A szerves világ viszonyaival foglalkoznak a következők: Az állatok természetrajza, Az állatok részeiről, az Állatok nemzéséről, A lélekről, Az érzékekről szólók stb.
Az arisztotelészi világmindenség alapvetően három rétegre oszlik: a földön lévő dolgok tartományára, illetve a föld felett lévő dolgok, jelenségek további két tartományra oszthatóak: melyek a Hold alatt vannak (szublunáris szféra), s melyekkel a meteorológia tudománya foglalkozik, illetve az égitesteknek, a „túlsó világ dolgainak” („ta endade”) helyt adó, forgó szférákból álló tartományra melyben az égitestek találhatóak.
Az „innenső világ” („ta ecei”) négy alapelemből, a földből, levegőből, tűzből és vízből áll össze, a túlsó világ testei pedig egy éter nevű „ötödik elem”-ből (quinta essentia, pemptonstoiceion). A föld hideg és száraz, a víz hideg és nedves, a levegő meleg és nedves, a tűz meleg és száraz, és ezen ellentétpárok összes lehetséges kombinációinak száma négy lévén, több közönséges alapelem nem lehetséges. A négy közönséges elem egymáshoz képest könnyű vagy nehéz; a tűz a levegőhöz, a levegő a vízhez, a víz a földhöz képest könnyű, a körben mozgó éter pedig se könnyűnek, se nehéznek nem mondható. A négy elem között a nehéz föld foglalja el a mindenség közepét, és a könnyű tűz a szublunáris világ kerületet alkotja, az éterrel határosan.
Az égi testek mozgására nézve a Fizikában Eudoxosz és Calippus elméletét fogadta el, kik több egymást körülfogó szféra segítségével igyekeztek megmagyarázni az egyes égi testek egyenetlen járását. Az egész mindenség külső határát az ősmozgató foglalja el (primum mobile). Így tehát a mindenség az innenső és a túlsó világból van összetéve, emitt a változatlanság és örökkévalóság világa, amott pedig vég nélkül való keletkezést és enyészést látunk, a meteorológiai folyamatokat és a szerves élet jelenségeit. A meteorológia feladatául az égi testekkel határos, szublunáris tünemények fejtegetését jelöli ki, ezek: a tejút, az üstökösök, a tüzes meteorok és a hullócsillagok, továbbá a szelek, a földrengés, villámcsapások, zivatarok stb. Arisztotelész tévedett tehát abban, hogy bizonyos csillagászati jelenségeket (üstökösök, meteorok) légköri tüneménynek gondolt, ezért foglalkozik Meteorológiájában csillagászati, geológiai és kémiai kérdésekkel is; de a tengerről és sótartalmáról is van szó, továbbá a szelekről és beosztásukról, az égi háborúról, a forgó szelekről és a légköri fénytüneményekről, az értekezés utolsó részét az elemek tana foglalja el, mely ezúttal molekuláris, fizikai, és kémiai megjegyzésekre vezet. Ezek alkotják azt a talajt, melyen később az alkímia termett.
A Fizika nyolc könyve a tér, idő és a kettőnek összekapcsolásából eredő mozgás fogalmait tárgyalja. A tér és az idő vég nélkül osztható. A világ jelenségeinek alapja a mozgást, melyet a legtágabb értelemben definiál, t.i. mint akármilyen változást, azaz mint a potenciális létről aktuális létre való átmenetet. A mozgások természetszerű (a mozgó egyed természetéből adódód) vagy természetellenes (erőszakolt) mozgások.
A tér mellett a hely fogalma fontos, mely azonban nem képvisel egy bizonyos térrészt. Minden tárgy azon hely felé tart, melyben otthon van, mégpedig gyorsuló mozgással – az időben nem gyorsuló egyetlen mozgás az, mely körpályán egyenletesen megy végbe. Ha valamely tárgy a maga természetrendelte helye felé mozog, akkor ez természetszerű mozgás, így szükségképp gyorsuló, ha ellenben más irányba erőszakosan tereltetik, akkor mozgása lassuló.
A mozgásra vonatkozó vizsgálatai során Arisztotelész a folytonosság fogalmát is fejtegeti. Minden, ami változó, tehát mozog, az egyszersmind osztható, ráadásul végtelenül, így az oszthatatlan atomok elméletét nem fogadta el. Ezen fogalmak a mozgást illetőleg annyira megszilárdultak, hogy az Arisztotelész-féle filozófiai és mechanikai elméletek megdöntése idejében csak nagy nehezen voltak megcáfolhatók.
Érdekesség, hogy a Földet, melyet gömb alakúnak és a világegyetem közepén mozdulatlanul nyugvónak tartott, körülbelül 400–000 sztadion kerületűnek vette. Ez az adat majdnem kétszerese annak, melyet Eratoszthenész száz évvel későbben talált, kérdéses, hogy számításon alapszik-e.
A Mechanikai problémák című műve nagyobbrészt dialektikus szőrszálhasogatásból eredő problémák tárháza, csak néhány feladata érdekesebb, a statika alapfogalmairól (virtuális sebességek, tehetetlenség, mozgások összetétele) is szó esik, szerzőjük némi, bár homályos ismerettel bír róluk.
Arisztotelésznek a szerves lényekre vonatkozó műveiben, azokban a kisebb értekezésekben, melyeket rendesen parva naturalia cím alatt foglalnak össze, találunk a világosságra, a látásra és a színekre vonatkozó néhány észrevételt.
Részletesebb információk olvashatóak az Arisztotelész természetfilozófiája cikkben.

## Embertan
Mellőzve Arisztotelész bámulatra méltó ismereteit az állattanról, csak ember- és ezzel kapcsolatos lélektanáról akarunk szólni. Az emberben az ész egyesül az állati lélekkel és ez, valamint általános testalkati sajátosságai (egyenes járás, az alak összhangja, az embernek van a legnagyobb agyveleje, kifejlett beszédszervei és a kéz) megfelelnek e világban nyert magasabb rendeltetésüknek.

A lélek érzéki működései: az észrevevés (aisztézis), mely hű képét adja a tárgynak. Az érzékek nem csalnak. De minden érzék csak a tárgy ama tulajdonságairól értesít, melyre egyenesen vonatkozik; a test általános tulajdonságairól nem az egyes érzékek útján szerzünk tudomást, hanem ezek összessége („közérzés”) által, melyben minden érzéki benyomás találkozik. Ennek segítségével hasonlíthatjuk össze az érzékek benyomásait, melyekből azután a tárgy képét alkotjuk. Ennek a székhelye a szív.
Arisztotelész a képzelőerő, emlékezet, álom, érzés és akarás fogalmait is alapvető módon elemezte. Ezek mind az állati lélek funkciói. Az emberben ehhez a gondolkodás ereje, az ész járul, mely nem vész el a testtel, mint amaz, melynek nincs testi szerve, mely nem szenved változást. De Arisztotelész mégis kettős észt különböztet meg, cselekvőt és szenvedőt; a szenvedő mintegy lehetősége annak, amivé az ész lesz; ez a testtel keletkezik és enyészik, míg a cselekvő örökké van. A kettő közti viszonyt Arisztotelész nem tisztázza eléggé, nevezetesen nem fejti ki, miképp lehetséges ilyen módon a lelki élet egysége, miben gyökerezik az egyéniség, és mit jelent ilyen módon a núsz halhatatlansága az egyéniségre vonatkozólag. Innen ágaztak ki azután az arisztotelészi felfogásnak egyrészt materialisztikus és panteisztikus, másrészt spiritualisztikus és teisztikus magyarázatai anélkül, hogy bármelyiket egészen összeegyeztethetnénk filozófiájának egészével.
A családon belüli hasonlóságokról (a tulajdonságok öröklődéséről) kora patriarchális felfogásával teljes összhangban úgy vélte, hogy a születendő gyermekhez az apa adja a mintát, az anya szerepe mindössze annyi, hogy eleinte méhében, majd a szülés után azon kívül dajkálja magzatát. Úgy vélte, azért kell gondosan feleséget választani, mert a jó talajba vetett mag is jobban kihajt. A gyerekek azért nem pontos másolatai apáiknak, mert az anyaméhben különböző dolgok akadályozzák normális fejlődésüket. Ez az akadályoztatás lehet csekély, aminek eredménye a más színű haj, szem stb. és lehet komolyabb, aminek következtében egyesek torzszülöttnek vagy lánynak születnek. Arisztotelésznek ebből az elképzeléséből fejlődött ki a homunkulusz, a készre formáltan a nőbe oltott kicsiny lény gondolata. Ez a gondolat olyan sokáig tartotta magát, hogy Anton van Leeuwenhoek még a 18. század elején is kicsiny, összekuporodott emberkéket vélt felismerni a spermák fejrészében.

## Etika
Az emberi tevékenység legfőbb célja a boldogság. De miben keressük ezt? Abban, ami az emberi tevékenység sajátosságát teszi, tehát az észbeli működésben. Az ember feladata a lélek észbeli tevékenysége. Ezen tevékenységet kíséri és betetőzi a legfőbb élvezet. Így válhatatlan kapcsolat van az erény és a bátorság közt, mely utóbbit Arisztotelész így határozza meg: Tökéletes gyakorlati tevékenység tökéletes életben vagyis erényes tevékenysége a léleknek. A boldogsághoz különben érett kor kell és egyéb gátló körülmények (szegénység; betegség stb.) hiánya; a fődolog azonban a belső derekasság, minden egyéb testi meg lelki jó csak negatív föltétel. Az élvezet nem önálló alkotó része a legfőbb jónak, értéke függ attól, hogy mily tevékenységből származik. Az etikai erény definíciója: az akarat oly állandó iránya, mely a természetünknek megfelelő középúton van, amint ezt az egyes ember meghatározza; itt tehát a vágy alá van vetve az észnek.
Az erény e definíciójában, az akarat iránya, Szókratész ellen fordul, ki az erényt tudássá teszi; Szókratész elfelejti, hogy az erény nem az
erkölcsi szabályok ismeretén fordul meg, hanem azok gyakorlatán, a szenvedélyek legyőzésén; az akarat ez irányának pedig állandónak kell lennie. Továbbá minden erény középen jár; a bátorság középen jár a gyávaság és vakmerőség közt, a mértékletesség középút az élvezetvágy és elfásultság közt, a bőkezűség a tékozlás és fösvénység között stb.
A legfőbb etikai erény az igazságosság. Elméleti erények a tudomány, bölcsesség, művészet stb. Az érzéki élvezetnek szánt élet állati; az etikai politikai élet emberi; az elméletnek szánt élet isteni és a legfőbb boldogsággal jár.

## Államformatana
Alig van az államtudomány körén belül oly elmélet, mely oly hosszú időn át akkora hatást tett, már-már feltétlen uralmat gyakorolt volna a legkülönbözőbb népek államtudósainak -bölcsészeinek fölfogására, mint amelyet Arisztotelész Politikájának III., IV., VII. és VIII. könyveiben többé-kevésbé következetesen kifejt (a Retorikában is foglalkozik államformákkal (1, 8), négyféléről – úgymint demokráciáról, oligarchiáról, arisztokráciáról és monarchiáról – beszél; a Nikomachoszi Etikában szintén érinti e témát, ámde az államtudományra és az állambölcsészetre csak a Politikában lefektetett tana bírt igazán befolyással).
E tan szerint, melynek ősképét már Hérodotosznál szemlélhetjük Otanés beszédében, s amelyre Arisztotelész közvetlenül Platóntól nyert ösztönzést (Aristot. Polit. IV, 2, 3), összesen hat államforma (politeasz eidosz) létezik.
Ezek közül három a helyes államforma:
- a királyság (basileia), melyben egyetlenegy ember gyakorolja a közjó érdekében a legfőbb hatalmat;
- az arisztokrácia, melyben egynél többen ugyan, de azért mégis kevesen szintén a közjó érdekében gyakorolják a legfőbb hatalmat;
- a tulajdonképpeni politeia, vagyis a cenzusra alapított köztársaság; melyben a tömeg, a sokaság gyakorolja a közjó érdekében a legfőbb hatalmat;

a három helytelen államforma pedig – ez utóbbiak rendre az előbbiek elfajulásai:
- a türannisz elfajulása a királyságnak, ugyancsak egyetlenegy ember gyakorolja, de nem a közjó érdekében, hanem a saját maga előnyére a legfőbb hatalmat;
- az oligarchia elfajulása az arisztokráciának, ebben egynél többen ugyan, de azért mégis kevesen a saját magánelőnyük érdekében gyakorolják a legfőbb hatalmat;
- a demokrácia elfajulása a pollteiának (Arist. Polit. III 4, 7; 5, 1, 2; III, 1, 6; 11, 10; IV, 2, 1), ebben a sokaság, a tömeg a saját magánelőnyére gyakorolja azt.

Ez az alaprajza Arisztotelész államformatanának Arisztotelész saját szövegezése szerint a Politika III. könyvében.
Arisztotelész nagy részletességgel fejtegeti (gyakran ellentmondásokba keveredve) az államhatalom szervezetének föltételeit mindezen államformákon keresztül, például a népesség méretét és egyéb feltételeket és állapotjellemzőket, meg ezek szabályzását; kiemelten foglalkozik például a nevelés kérdésével.
A politeiát, vagyis a cenzusra alapított tömeguralmat tartja aránylag a legjobbnak a történelmileg megvalósult államformák között, mert szerinte egyedül ezen államforma képes a gazdagok és szegények közti legnagyobb társadalmi ellentétet, ha nem is teljesen, kiegyenlíteni. Ebben a legfontosabb szerepet a középosztály uralma kapja, akik hidat tudnak képezni szegények és gazdagok között; a középosztály ugyanis leginkább hajlandó és képes a közéletben észszerűen viselkedni, míg a gazdagok elbizakodóak és gőgösek lesznek, és despota módra uralkodnak; a szegények pedig szolgaian meghunyászkodnak és nyomorognak, így mindkét utóbbi réteg óriási bűntettekre hajlamos.
Ezért az általa elképzelt ideális államot is alapvetően a középosztály irányította politeia mintájára építi fel, s legjobb államformának természetesen ezt s ennek két árnyalatát tartja. Nagyon érdekesek azon szakaszok (V. könyv), amelyekben Arisztotelész a békés vagy erőszakos átmenetet fejtegeti egyik államformából a másikba, e folyamatok kezelésének szerinte szükséges módjával együtt.
Mindezekről bővebben az Arisztotelész államformatana címszó alatt.

## Esztétikája
Arisztotelész akárcsak logikai rendszerével, szépészeti és művészeti elveivel is kétezer éven át uralkodott a szellemeken. Tekintélyére nemcsak a francia klasszikus színműírók hivatkoztak (noha félreértés alapján, mikor az úgynevezett három egységet – a cselekvés időbeli és helybeli egységét – állították fel a drámai szerkezet sarkelvéül), hanem még a németek is, kiválóképen Lessing (Hamburgische Dramaturgie) matematikai bizonyosságúnak hirdették Arisztotelész Poétikáját. Ily mértékű befolyás a művészet történetére gyaníthatóan magvas tartalomból ered, így indokolhatatlan az a kicsinylés, mely műtanait a mai korban éri. Ellenkezőleg, a Poétika és részben az azt kiegészítő Retorika és Politika nemcsak hogy páratlan becsű képét adja az antik műízlésnek, hanem sokban még máig is kiaknázatlan kincseket nyújt az esztétika alapvető rendszerének megalkotásában.
A Poétikával a klasszika filológia hívei folyamatosan foglalkoztak (például a németek közt Ritter, Vahlen, Spengel, Überweg Bernays Jakab, Christ, a francia Egger, nálunk Hunfalvy Pál, dr. Silberstein Adolf), ami a szöveg hiányos és homályos volta miatt is szükséges, melyet sokszor még a legnagyobb odafigyeléssel is nehéz értelmezni.
A szép mű Arisztotelésznél kettős föltételtől függ: a forma (alak) és a tartalom szépségétől. Arisztotelész nagyon erős formalista, amit eddigi értelmezői elegendő mértékben nem méltattak. Oly rendszeres ész, mint Arisztotelészé, nem is mellőzhette amaz „arany tapasztalatokat”, melyek az antik szobrászat, festészet, építészet és költészet remek formáiban érvényre jutottak. Ennélfogva fősúlyt helyez a Poétikában is a képzőművészetektől örökölt formai szépségre: a rendre, arányra, az összhangra, a szerves kifejtésre, a kezdet-, közép- és vég szerinti összerkezetre, s a részek és az egész közti egyensúlyra.
Az ő kezdete, a mai expozíció úgyszólván alapja, logikai premisszuma az egész cselekvénynek. Arisztotelész közepe, a mai krizis mely a konfliktusban tetőződik, nála még a hamartia, a vétség nevét viseli. A középen a cselekvény, a cselekvő meg van kötve, be van bonyolítva. Eme bonyodalom és kötés maga kényszerít a konklúzióra, a végre, a „kibonyolításra” és megoldásra. De ezen megoldás lehet vagy egyszerű vagy mesterséges, szövevényes. Az utóbbihoz tartozik a peripetia, a sorsváltozás, az az átmenet mely az elbizakodott, magát ünnepeltető hőst diadalútjából kizökkenti. Ez össze lehet kötve az anagnorízissel, a felismeréssel, mely a valódi személyek és viszonyok megismerése által a hős szeméről leveszi a hályogot. Erre következik csak a befejező katasztrófa.
A dráma eme szerves tagolása teljesen megfelel a régi plasztikai felfogásnak és Arisztotelész formalizmusának. A formalisztikus szépészet mellett Arisztotelész állapította meg a legmagvasabb tartalmi esztétikát is. Ámbár a tartalomra nézve abban megegyezik Platónnal, hogy a művészet utánzás, ezt mégis tágabb értelemben kell venni azért, mert magát az utánzást háromfélének jelzi, olyannak, mely az eredetit szépíti, olyannak, mely az eredetihez hű, és olyannak, amely az eredetit eltorzítja, mely három nemben az olvasó megtalálhatja a mai idealizmust, realizmust és naturalizmust.
Arisztotelész maga mérsékelt realista, gáncsolja Euripidészt, ki a természetet és életet eltorzította és következetesen gyűlöli a bohózatot is (Arisztophanész t. i. annak idején a bölcsészetet is kifigurázta a Felhőkben). Így definiálja Arisztotelész a tragédiát is, mint a komoly, jóravaló cselekedet utánzását, mint az élet és a sors hű tükrét, mint képét annak, hogy a jó ember miként harcol és vétsége miatt hogyan bukik meg. Ajánlja a jó jellemek utánzását, de itt is, mint etikájában, mindig a középútra mutat. Szerinte az egészen erényes jellemek bukása szörnyűséges, a gonoszaké pedig csak természetes volna. A tragikai hatás is csak jó, de nem egészen tökéletes jellemek rajzolása által érhető el. A tragikai hatás pedig a részvét (szánalom) és félelem nemcsak hogy jótékonyan rázza meg kedélyünket, hanem egyszersmind tisztítóilag is hat (katarzist gyakorol) szenvedélyeinkre. Ezért van a tragédiának bűvös hatása a nézőre, kit könnyekre indít, szívét megrezzenti és égi háborúként tiszta levegőt hagy hátra az erkölcsök iránt fogékonyabba vált kebelben. A tragédia ez erkölcsi hatásának hangsúlyozása nemcsak hogy magától értetődik Arisztotelésznél, ki minden cselekményt és érzést (még a kéjt is) erkölcsi szempontból szemlél, hanem egyszersmind védelméül is akart szolgálni a művészetnek Platón ellenében, ki a poézist mint hazugságot és mint az erkölcsök és jellemek megpuhítóját ki akarta űzni eszményi köztársaságából.
Ezért szerepelnek Arisztotelésznél a szánalom és félelem, ezek a lágyabb indulatok, nem mint végcéljai, hanem mint eszközei a tragédiának a szenvedélyek megtisztítására nézve.
Arisztotelész a tragédiában csak az egy cselekvény egységét ismeri, az erélyes cselekvést követeli, és a jellemeket a cselekvés forrásának és nem öncélnak tekinti. A jellemzésben következetességet és kor, nemzet, foglalatossághoz való alkalmazottságot kíván; javasolja a párbeszédnek Logikai és etikai alapra fektetését; a verset díszítésnek, a karéneket és zenét édes vigasztalásnak nézi, végül a megokolást a dráma lelkének tartja. Mindmegannyi aranymondat, mely a Poétikában található, de melynek mélyebb értelmét csak az találhatja ki, aki Arisztotelész egész rendszeréből és annak alapeszméiből tud következtetéseket vonni esztétikái elveire. Egyáltalában bizonyos formalisztikus szellem lengi át Arisztotelész összes műveit, és esztétikájának elvei úgy etikájában, politikájában, pszichológiájában, élettanában, pedagógiájában, valamint főképp a retorikájában megtalálhatók.
A Retorika egyike a legbecsesebb műveknek, melyek Arisztotelész neve alatt reánk maradtak, ám melyet sokkal kevésbé olvasgatnak, mint a hogyan megérdemli. Arisztotelész Retorikája nemcsak a dialektikát és etikát foglalja magában dióhéjban, de egyúttal a poétikát kiegészítőileg a legjobb ízléses irálytant, kapcsolatban az ó-görög emberismerettel, melyből az egész, épp oly emelkedett, mint praktikus hellén szellemet rekonstruálni lehet. A Retorika természetszerűen három részre oszlik, ezek elseje a meggyőzést v. rábeszélést, a bizonyítást és cáfolást, másodika az érzelmek és indulatok felgerjesztését vagy csillapítását, harmadika pedig az alkalmas és szép formákat tanítja. A magyar irodalom még eddig kevéssé foglalkozott Arisztotelész Retorikájával és Poétikájával, noha éppen e két mű volna a legjobb eszköze annak, hogy Arisztotelész szellemével, s egyszersmind az egész ógörög világnézettel megbarátkozhassunk.